# Lykkens Bagdør
Lykkens Bagdør er en amerikansk stumfilm fra 1921 af Alfred E. Green og Jack Pickford.

## Medvirkende
- Mary Pickford som Jeanne
- Gertrude Astor som Louise Reeves
- Wilfred Lucas som Elton Reeves
- Helen Raymond som Marie
- C. Norman Hammond som Jacques Lanvain
- Elinor Fair som Margaret Brewster
- Adolphe Menjou som James Brewster